# Maxime Bossis
Maxime Bossis (Saint-André-Treize-Voies, Vendée, 26 de juny de 1955) és un futbolista professional francès actualment retirat. Va jugar 76 cops amb l'equip nacional francès i va aconseguir un gol.
Fou nomenat futbolista francès de l'any per France Football el 1979 i 1981.